# Sándor Tarics
Alex Tarics (nacido Sándor Tarics; Budapest, 23 de septiembre de 1913-San Francisco, 21 de mayo de 2016) fue un waterpolista húngaro.

## Biografía
Se casó con Ilona, hermana de Oszkár Csuvik, quien más tarde sería un gran waterpolista. Tarics introdujo a Oszkar en el waterpolo antes de ganar unos campeonatos escolares que le permitieron ir a estudiar a Estados Unidos. Tarics e Ilona dejaron Hungría en 1937 pero retornaron en 1939 para luchar contra los nazis. En Pekín 2008 fue homenajeado como el campeón olímpico vivo con mayor edad. Tarics falleció en San Francisco el 21 de mayo de 2016 a la edad de 102 años.

## Clubs
- Magyar Atlétikai Klub ( Hungría)[3]

## Títulos
Como jugador de waterpolo de la selección de Hungría
- Oro en los juegos olímpicos de Berlín 1936